# The Rhythm
The Rhythm è un singolo del cantante britannico MNEK, pubblicato il 19 gennaio 2015 come terzo estratto dal primo EP Small Talk.

## Tracce
Testi e musiche di Uzoechi Emenike e Kersha Bailey.
Download digitale
1. The Rhythm – 4:06

Download digitale – Remixes EP
1. The Rhythm (feat. Little Simz) (Remix) – 4:55
2. The Rhythm (Alpines Remix) – 3:46
3. The Rhythm (Astronomyy Remix) – 4:40
4. The Rhythm (XO Remix) – 5:19

## Formazione
Musicisti
- MNEK – voce, programmazione, arrangiamento vocale
- Kersha Bailey – cori, arrangiamento vocale
- Wez Clarke – programmazione

Produzione
- MNEK – produzione, registrazione
- Stuart Hawkes – mastering
- Wez Clarke – missaggio

## Classifiche
| Classifica (2015) | Posizione massima |
| ----------------- | ----------------- |
| Regno Unito       | 38                |
| Svezia            | 20                |